# Mariandre Chacón
Mariandre Chacón (* 6. November 2004 in Huité) ist eine guatemaltekische Leichtathletin, die sich auf den Sprint spezialisiert hat. Aktuell ist sie Inhaberin des Landesrekordes im 100-Meter-Lauf.

## Sportliche Laufbahn
Erste internationale Erfahrungen sammelte Mariandre Chacón im Jahr 2019, als sie bei den CADICA-U18-Meisterschaften in San Salvador in 12,27 s die Goldmedaille im 100-Meter-Lauf gewann, wie in 25,53 s auch über 200 Meter. Im Jahr darauf siegte sie bei den Zentralamerikameisterschaften in San José in 12,18 s über 100 Meter und gewann im 200-Meter-Lauf in 24,84 s die Silbermedaille hinter Samantha Dirks aus Belize. Im Jahr darauf verteidigte sie in 11,94 s ihren Titel über 100 Meter bei den Zentralamerikameisterschaften in San José und gewann in 24,47 s erneut die Silbermedaille hinter Samantha Dirks. Kurz darauf sicherte sie sich bei den U18-NACAC-Meisterschaften ebendort in 11,81 s die Bronzemedaille über 100 Meter und gewann in 24,06 s die Silbermedaille im 200-Meter-Lauf. Im August erreichte sie bei den U20-Weltmeisterschaften in Nairobi jeweils das Halbfinale über 100 und 200 Meter und schied dort mit 11,99 s bzw. 24,36 s aus. Im Dezember belegte sie dann bei den erstmals ausgetragenen Panamerikanischen Juniorenspielen in Cali mit neuem Landesrekord von 23,98 s den sechsten Platz über 200 Meter und gelangte über 100 Meter nach 11,89 s auf Rang acht. Im Vorlauf über 100 Meter verbesserte sie zudem den Landesrekord auf 11,72 s. 2022 siegte sie in 11,66 s und 24,04 s über 100 und 200 Meter bei den U20-Zentralamerikameisterschaften in Managua und anschließend siegte sie auch bei den Zentralamerikameisterschaften ebendort in 11,97 s und 23,97 s über beide Distanzen. Zudem sicherte sie sich mit der guatemaltekischen 4-mal-100-Meter-Staffel in 50,32 s die Bronzemedaille. Daraufhin schied sie bei den U20-Weltmeisterschaften in Cali mit 23,97 s im Halbfinale über 200 Meter aus und kam über 100 Meter mit 11,81 s nicht über den Vorlauf hinaus. Im Jahr darauf siegte sie bei den U20-Zentralamerikameisterschaften in Guatemala-Stadt in 12,04 s und 23,85 s über 100 und 200 Meter und anschließend wurde sie bei den Zentralamerika- und Karibikspielen in San Salvador im Vorlauf über 100 Meter disqualifiziert und verpasste über 200 Meter mit 24,50 s den Finaleinzug. Daraufhin belegte sie bei den U23-NACAC-Meisterschaften in San José in 11,76 s den siebten Platz über 100 Meter und gelangte mit 24,61 s auf Rang acht über 200 Meter. 2024 gewann sie bei den Zentralamerikameisterschaften in San Salvador in 11,88 s die Goldmedaille über 100 Meter und sicherte sich über 200 Meter in 23,95 s die Silbermedaille. Daraufhin schied sie bei den Olympischen Spielen in Paris mit 12,06 s im Vorlauf aus.
In den Jahren 2019 und 2022 wurde Chacón guatemaltekische Meisterin im 100- und 200-Meter-Lauf und 2021 siegte sie über 200 Meter sowie 2022 auch über 400 Meter.

## Persönliche Bestzeiten
- 100 Meter: 11,66 s (−0,2 m/s), 17. Juni 2022 in Managua (guatemaltekischer Rekord)
  - 60 Meter (Halle): 7,62 s, 24. Februar 2023 in Lynchburg
- 200 Meter: 23,85 s (−1,6 m/s), 4. Juni 2023 in Guatemala-Stadt
- 400 Meter: 58,29 s, 27. Mai 2022 in Guatemala-Stadt